# Стефан II Котроманић
Стефан II Котроманић, или Стефан IV, је био бан Усоре, Босне и Соли и многих других места, од 1322. до 1353. године. Бан Стефан/Степан II (IV), од савременика називан је и Степош, био је најстарији син Стефана  (III) (1287—1314) и најмоћнији владар Босне у средњем веку уз Твртка I (бан 1353—1377, краљ 1377—1391) и први владар Босне који је ковао свој новац.
Користећи се династичким борбама у краљевинама Угарској и Србији, значајно је проширио своју државу, изашао на Саву, Дрину и Јадран од Омиша до Дубровника, чиме је створио основу за будућа ширења његовом наследнику Твртку I, тако да је оно што је за Немањиће Милутин (1282—1321), за Котроманиће је Стефан/Степан II (IV). Био је врстан државник који је радио искључиво за своју, односно корист своје државе, притом се не обзирући на стара пријатељства и моралне услове. Свој долазак на власт је дуговао подршци Шубића са стране и богумила у самој држави. Међутим то му није засметало да активно учествује у слому Шубића, као један од њихових противника, као што је 1340. године подржао активан улазак фрањеваца у Босну и градњу већег броја њихових самостана када је то било у интересу спољне политике бановине Босне, чиме је после једног и по века сталних крсташких похода на Босну, успео да на неко време одагна ту опасност. Женио се три пута, али га једини познати син Вук није надживео, тако да га је наследио најстарији братанац Твртко.

## Порекло и породица
Био је најстарији син Стефана I (III) и Драгутинове (краљ Србије 1276—1282, краљ Срема 1282—1316) ћерке Јелисавете, који су поред њега имали још два сина:
- Владислава, чији син Твртко Iга је наследио
- Нинослава, који је умро млад без деце.[4]

Сам Стефан се женио највероватније три пута:
1. око 1318, ћерком Мајнхарда Ортенбуршког (који је владао Корушком)
2. око 1329, ћерком бугарског цара и
3. 1335, Јелисаветом, ћерком Казимира  (који је владао Кујавском).[5]

Из та три брака позната су имена троје његове деце:
- Вук — који је умро млад за Стефанова живота
- Катарина Котроманић Цељска — удату за цељског грофа Хермана I (?-1385), преко које постоји крвна веза Карађорђевића и Немањића, и
- Јелисавета Котроманић — удату за угарског краља Лајоша  (1342—1382)

Премда није искључено да их је имао више, она су у том случају умрла врло млада, тако да њихова имена нису забележена.

## Титуле Стефана/Степана(IV)
- Бан Степан син господина бана Степана по милости Божијој господин всим земљам босанским и Соли и Усори и Долним Крајем и Хлемске земље господин…" (у ћириличној повељи издатој око 1322).[6][7][8]
- Stephanus Dei gratia banus Bosne, Sale, Uzore ac dominus generalis tocius terre Chelmie" (у латинској повељи издатој 15. фебруара 1333)[9]

## Почетак владавине под Младеном II (1314—1322)
Није познато када се Степан родио, постоји претпоставка да је то било око 1292. године, али поузданије је претпоставити само да се родио пре 1300. године. Бан Степан II (IV) први пут у историји изгледа се појављује у марту 1314. године, када се према записницима већа у Дубровник у расправљало о кући за боравак неког бана и мисли се да су то удовица бана Стефан I (III) Јелисавета и њен син бан који су побегли у Дубровник из Босне. У прилог тога говори писање М. Орбина да је млади бан Степан II (IV) био протеран из Босне од стране властеле из Босне. После смрти бан Стефан I (III), који је умро „нешто пре 1314.” године, а најкасније почетком 1314. године бан Младену II Шубић је изгледа протерао Котроманиће и завладао Босном.
Као најстарији син бившег бана који се већ тада налазио у годинама да може самостално да преузме власт, он је у Босни сматран за законитог наследника међу племством и свештенством цркве босанске. То потврђује писање М. Орбина да је Степан II (IV) преговарао је са властелом, која је одобрила да се врати у Босну. За повратак бана Степана у Босну пристанак су вероватно дали и Шубићи. Исцрпљујући рат у Босни и све веће заоштравање стања на осталим странама приморале су Младена  (1312—1322) да промени политику свог свог оца Павла I (1292—1312). Непосредну власт над Босном пробао је да оствари преко подршке Степану Котроманићу. Тако су Младен и Степан прекинули борбу својих очева, Степан се обавезао вероватно на вазалне обавезе према Младену, а овај је повукао војску из Босне, после чега је Степан преузео власт.
О сарадњи око 1318. најбоље говори чињеница да је будућу Степанову младу изабрао лично Младен. Избор је пао на католикињу, ћерку грофа Мајнхарда Ортенбуршког који је имао поседе у Корушкој, која је била католикиња. Младен је пробао да повећа римокатолички утицај на Степана и задовољи папу који је стално указивао на постојање јеретика тј. богумила у Босни. Да је Младен добро проценио утицај овог брака, може се видети на основу преписке која је тим поводом вођена са папом да дозволи склапање тог брака, пошто су Котроманићи и Ортенбуршки били далеки рођаци. Папа је дозволио склапање брака (1319), али није познато да ли је до њега дошло или је цео договор пао у воду.

### Слом МладенаШубића
Иако га је Младенова подршка довела на власт, Степан је јасно могао да види како се развија ситуација у краљевини Угарској, али и то да Младен има другачије дугорочне планове за Босну, јер се у његовој титули налазило и да је бан Босне. Чим се указала прва прилика да се отресе Младеновог утицаја, Степан је искористио и већ око 1320. године се приближио Карлу Роберту (1308—1342). Већ крајем 1321. године он појачава своје војно присуство на граници ка бановини Хрватској по Карловом наређењу, као што је урадио и бан Славоније Иван Бабонић, јер је затегнутост односа унутар бановине Хрватске јасно говорила да ће доћи до сукоба између бана и властеле.
Оружани сукоб је плануо током пролећа 1322. године и у одлучујућој бици, недалеко од Скрадина у коме је столовао Младен II, властела је однела јасну победу и Младен се повукао у утврђени Клис. Завршну реч у целој причи имао је краљ Роберт који је дошао у Книн и позвао Младена II да изађе пред њега. Када се појавио у Книну био је заробљен и спроведен у тамницу на северу краљевине Угарске, по Карловом наређењу који је потом за новог бана поставио Ивана Бабонића, дотадашњег бана Славоније.
Када је заробио Младена II Шубића краљ Карло је заробљенику одузео звања бана Босне и Хрватске. Бан Степан II (IV), се потпуно ослободио Шубића и постао је непосредни вазал угарског краља, али он је поступао доста самостално од 1322. Истовремено су пљачкашке чете бана Степана II (IV) почеле да упадају у Захумље око 1323. године, које се тада de facto налазило у склопу Краљевине Немањића, али се од те године и у бановој титули јавља Хум, као део бановине Босне.

## Самостална владавина (1322—1353)

### Ширење државе (1322—1329)
Бан Степан је учвршћивао власт у Босни и ширио државу уз помоћ млађег брата кнез Владислав, који се спомиње у повељама уз бана Босне као извор државне власти, то јест као члан владарске породице и скоро савладар бана. Истовремено се ситуација у бановини Хрватској није смиривала, пошто су власт преузели Нелипчићи које је 1323. године пробао да сузбије нови титуларни бан Хрватске Никола Омодејев, али без успеха. Међутим наредне године се ствара широка коалиција Шубића и Франкопана, којој су се придружили Задар и бан Степан, али њихове трупе током лета 1324. године бивају потучене код слапова Крке. Сукобе је искористио бан Босне „који је заузео читав крај од Цетине до Неретве, изузев једино Омиш”.
У Краљевини Немањића од 1321. до 1324. године Стефан Урош III Дечански (1322—1331) водио је два грађанска рата за краљевски престо, а у једном од тих сукоба победио је 1324. године Владислава II Немањића (1316—1324), који се после пораза повукао у краљевину Угарску, Уз сагласност Карла Роберта, те сукобе је искористио бан Степан II (IV) који је преузео контролу над Соли и Усором, западним областима његовог ујака Владислава II Немањића, у које је ушао вероватно 1323. ширећи источне поседе бановине Босне.
Наредне године, нови титуларни бан Хрватске Микац Михаљевић креће на Нелипчиће уз Степанову подршку, али и поред тога што је постигао известан успех, Микац се 1326. године повлачи необављена посла. За то време Стефан преузима контролу над Доњим Крајима (простор између Сане и Врбаса), Гламочем, Ливном, Дувном, Имотским и ушћем Цетине, док је Роберт преузео утврђени Омиш. У међувремену је изгладио несугласице које је имао са Дубровачком републиком, да би исте године у савезу са њима сломио власт Бранивојевића, који су се отцепили од краљевине Србије током борби око власти, после Милутинове смрти, у Захумљу и Крајини(Неретванска област), које је припојио својој држави, тако да је од те године држао под контролом целокупно јадранско приморје од Цетине до Дубровника. Петар Тољеновић је покушао да му се супротстави у Захумљу, али у тој борби је поражен и заробљен, после чега је, према писању Мавра Орбинија, по Стефановом наређењу везан за коња и тако сурван у клисуру. Проценивши да је Стефан Дечански заузет на југу краљевине Србије, он наставља да шаље своје чете у Травунију и Полимље, али их млади краљ Душан (краљ 1331—1346, цар 1346—1355) потискује 1329. године и том приликом је и сам Стефан II једва извукао живу главу, пошто му је у борби убијен коњ, али му је свог коња уступио Вук Вукославић (коме је 1322. године поклонио неке поседе), тако да се Стефан спасао бекством, док је сам Вук погинуо.
Највероватније је у вези са овим нападима и Стефанова друга женидба са непознатом ћерком једног од бугарских царева (у то доба су у Бугарском царству биле борбе, тако да се не може са сигурношћу рећи чија је заправо ћерка била), пошто је на тај начин највероватније желео да уз подршку савеза Бугарске и Византије прошири своје поседе у Приморју. Међутим, тај савез је пропао на Велбужду 1330. године, а са њим и Стефанове наде да се у том тренутку докопа Травуније.

### Учвршћивање власти (1329—1342)
Стефан се није зауставио само на поседима краљевине Србије, већ је 1331. године отпочео да са покушајима да овлада Брачом и Корчулом који су се налазили у саставу Млетачке републике, али се ти планови нису остварили. Након што је 22.01. 1333. године краљ Душан продао Дубровачкој републици Стон,Рат(Пељешац) и приобаље до Дубровника и сам Стефан је 15.03. исте године под Сребреником издао повељу којом им продаје исту ту територију, чиме су се Дубровчани обезбедили од евентуалних сукоба и претензија између бановине Босне и краљевине Србије.
Око 1335. године Стефан се жени по трећи пут и то по предлогу краља Угарске Карла Роберта који му је за жену изабрао даљу рођаку своје супруге Јелисавете и ћерку кујавског кнеза Казимира ,Јелисаветом.
Консолидовање и ширење Босне, није одговарало кнезу Нелипцу који је владао простором бановине Хрватске, тако да је он искористио папине жеље да се искорене јеретици у Босни и уз његов благослов отпочео 1337. године припреме за крсташки поход на Босну, надајући се да ће успети да је покорјезик бана Стефанарошири своју власт. Међутим Стефан II није седео скрштених руку и уз помоћ Шубића који су се родбински повезали са Котроманићима и Немањићима, покренуо је сукобе у самој бановини Хрватској. Нелипац је и овог пута успео да савлада Шубиће, али су сви његови планови у вези Босне морали да буду одложени, поготово што се све чешће помињала појава Карла Роберта у Далмацији и коначно окончавање сукоба у том делу његове државе.
Током своје посете краљевини Угарској, фрањевачки генерал Герард 1339. године по налогу Карла Роберта одлази у бановину Босну, не би ли утврдио право стање ствари на терену. Стефан  га сачекује још на граници, лепо га прима и успева да га убеди да се јерес у Босни не може истерати оружјем због близине православне краљевине Србије, већ да је за то неопходан трајан боравак и деловање католичког свештенства. Герард усваја његове процене и о томе почетком 1340. године извештава папу који се такође саглашава са проценом, тако да се од 1340. до 1343. године на простору бановине Босне фрањевци подижу већи број својих самостана и ударају темеље свом присуству у том делу Балканског полуострва.

### Слом Нелипчића и пад Задра (1342—1350)
После смрти Карла Роберта 1342. године власт преузима малолетни Лајош  у чије име влада његова мајка Јелисавета. Ову промену Стефан одлучује да искористи и да се потпуно одвоји од краљевине Угарске, тако да се већ од 1343. године у Венецији налазе његови представници који се договарају о заједничкој акцији, пошто су Млечани у сталном сукобу са Мађарима око далматинских градова. Нека врста договора је створена, али чврст савез није формиран, пошто то у том тренутку није у потпуности одговарало Млетачкој републици која је била заузета сукобом са кнезом Нелипцем.
Наредне године Нелипац умире, а власт над његовим поседима преузима његова удовица Владислава у име њиховог сина Ивана. Лајош је желео да искористи тренутак и послао је одмах бана Николу Банића да их примора на прихватање краљеве воље, а да је добро проценио ситуацију најбоље говори чињеница да је био довољан само долазак Николе са трупама под утврђени Книн, да би она попустила. Међутим након Николиног повлачења, она после обећања подршке од стране Млечана и других хрватских великаша одбија да испуни краљеве захтеве и сукоб се наставља. Лајош I није два пута направио исту грешку и сам је покренуо своју војску ка југу, а као његова претходница под Книн су пристигли банови Никола и Стефан II са око 10.000 војника. Овога пута начињен је договор да Нелипчићи предају одмах Унац, Почитељ, Срб и Столец, а да Книн и Бреч задрже под контролом док им се не предају Цетина и Клис, а један од потписника и гараната овог споразума био је и Стефан II са дванаест својих витезова. Краљ је стигао средином 1345. године са око 30.000 војника, потврдио уговор, спровео га у дело и крајем године се повукао назад, иако се очекивало да се акција неће зауставити на Нелипчићима, већ да ће и Млечани бити протерани из Далмације, али се то није догодило.
Појава Лајоша I на Јадрану довела је до тога да Задар, који су 1202. године крсташи  крсташког похода заузели за Млечане, призна врховну власт краља Угарске. Млетачка република је одмах одреаговала и са војском је опсела град, али ни Лајош није седео скрштених руку, већ је наредио бановима Николи и Стефану да са својих 10.000 трупа пробију опсаду. Међутим када су њих двојица пристигла, око опседнутог града већ се налазило велико дрвено млетачко утврђење са 28 кула, тако да је ситуација изгледала попут опсаде Алезије:
- са Задром, као Алезијом са Верцингеториксом, унутра,
- са утврђеним Млечанима, попут Римљана под Јулијем Цезаром, у средини,
- са двојицом банова и њиховим трупама, попут Галских старешина са њиховим племенима, споља.

Уместо борбе, банови су отпочели преговоре и после некаквог договора су се повукли, што су Задрани сматрали Стефановом издајом, иако се он Лајошу оправдао да су Млечани били сувише јаки да би њих двојица сами могли да пробију опсаду.
Лајош је после овога отпочео са припремама да сам разбије опсаду Задра. Паралелно са припремама, отпочели су и преговори, у којима су посредовали Стефан II и Душан Силни, но су они на крају пропали, али је за своје учешће у њима Стефан од Млечана добио 1000 дуката. Краљ је у пролеће 1346. године стигао под опседнути Задар и отпочео са пробијањем опсаде. Током тих борби Млечани су водили преговоре са једним делом војсковођа краља Угарске, али су сви они пали у воду 01.07. када је извршен велики напад на Млечане који се завршио потпуним поразом, после чега су се Лајошеве снаге повукле из даље борбе, а сам Задар се крајем исте године предао Млечанима. Тешко је проценити степен Стефановог учешћа и одговорности у дешавањима око опсаде Задра, али треба имати у виду да су га Задрани оптуживали за издају и да се сличне оптужбе налазе у још неким изворима, од којих неки иду толико далеко да га називају ђавољим учеником.

### Сукоб са Душаном Силним (1350)
Велика освајања Душану Силном нису дозвољавала да пређе преко тога што Босна већ две деценије држи окупирано Захумље, тако да је стално инсистирао код бана Стефана да му тај простор врати. Бан Босне, са друге стране, је одбијао било какве разговоре, рачунајући на Душанову заузетост на југу, тако да је прво отпочео са грађењем утврде на ушћу Неретве, игноришући цареве притужбе, да би потом 1349. године његове пљачкашке чете опустошиле Конавле и Травунију са Требињем и Гацком, стигавши до Бока которске.
Преко ове дрскости Душан није могао да пређе и 1350. године покреће своју војску на бановину Босну. Стефану је већ у почетку било јасно да се он и његове снаге не могу носити у отвореној борби са Душановим снагама које су освојиле огромне делове Византијског царства, тако да се он одлучио за једну другу врсту тактике, коју је пре њега користио Стефан Војислав (око 1036—1050) у бици код Бара, односно Живојин Мишић у Колубарској бици. Његов план је био да се повлачи пред Душаном и да га на тешком и неприступачном терену измори сталним нападима и сломи изненадним противударом. Међутим Душан је био војсковођа, али и политичар, тако да је са напредовањем кроз Босну на своју страну привлачио и локалну властелу, па је Стефан ускоро остао без подршке и трупа, а његова престоница, Бобовац, нашла се под пасивном опсадом, пошто Душан није успео да га заузме на јуриш. Душан је део војске оставио да блокира град, део је послао ка Цетини и Крки, а сам се са преосталим делом трупа упутио у Хум, надајући се да ће Стефан II понудити преговоре. Међутим у тренутку док су његове трупе контролисале већи део бановине Босне, византијске снаге су удариле на јужне границе Српског царства, тако да је он одмах повукао своје снаге и кренуо ка југу, тако да је Стефан и поред очигледно безизлазне ситуације и практично изгубљеног рата успео да сачува своју државу.
Душан је после овога покушао да женидбом свог сина Уроша (1355—1371) са Стефановом ћерком Јелисаветом, каснијом супругом Лајоша I, поврати Захумље као њен мираз, али је бан одбио ову понуду.

### Последње године (1350—1353)
Последње године своје владавине Стефан II провео је у миру, изузев мањих расправи са Дубровачком и Млетачком републиком око опљачканих каравана по Босни. Своје две ћерке је успео добро да уда, поставши тако таст цељског грофа, а у јуну 1353. године и краља Угарске и свог de facto суверена Лајоша I. Међутим већ тада је био тешко болестан и умро је у септембру исте године, а власт је предао свом братанцу Твртку односно свом брату и савладару кнезу Владиславу као регенту. Не зна се где је тачно сахрањен, али се сматра да је највероватније за своје гробно место изабрао цркву у склопу фрањевачког самостана у Милошеву.

## Верска дешавања у Босни
Већ од почетних значајних ширења Стефана II, верска слика његове државе се променила, значајним повећањем католичког и православног елемента, али то није умирило Папство које је и даље инсистирало да се искорене јеретици у Босни. Са тим разлогом је папа око 1325. године наредио да инквизиција прође и кроз Босну, а самом Стефану је рекао да ће непружање помоћи инквизиторима сматрати за његово јеретичко деловање, што ће за последицу имати нови крсташки поход на Босну. Улазак инквизиције у Босну привремено је одгодио сукоб између фрањеваца и бенедиктинаца око тога ко треба да је спроведе, који се укончао 1327. године када фрањевци улазе у Босну као инквизитори.
Постојање богумила у Босни и интерес Нелипчића довели су 1337. године до папине подршке и наредбе кнезу Нелипцу да у папино име спроведе крсташки поход на Босну, али је исти пао у воду услед унутрашњих прилика у бановини Хрватској.
Током своје посете краљевини Угарској, фрањевачки генерал Герард 1339. године по налогу Карла Роберта одлази у бановину Босну, не би ли утврдио право стање ствари на терену. Стефан  га сачекује још на граници, лепо га прима и успева да га убеди да се јерес у Босни не може истерати оружјем због близине православне краљевине Србије, већ да је за то неопходан трајан боравак и деловање католичког свештенства. Герард усваја његове процене и о томе почетком 1340. године извештава папу који се такође саглашава са проценом, тако да се од 1340. до 1343. године на простору бановине Босне фрањевци подижу већи број својих самостана и ударају темеље свом присуству у том делу Балканског полуострва.
Пред крај своје владавине, Стефан је успео да на положај ђаковачког бискупа Босне постави себи оданог човека фра Перегрина.
Вјекослав Клаић је записао: Бан је слабо марио за опомене папине, јер је био православни, волио богумиле и бојао се да се они не побуне…. Касније је бан Стефан, под папиним притисцима, попустио католичкој цркви. Постао је католик 1340. и од тада ради за интересе Угарске и папе.

## Српски језик бана Стефана Котроманића
У Сребреничкој повељи бана Стефана и Дубровчана, написаној под градом Сребреником 15. марта 1333. пише да је написан у четири примерка. Два примерка на латинском, а два на српском језику.

## Породично стабло
| \| \| \| \| \| 2. Стефан I Котроманић \| \| \| \| \| \| \| \| \| \| \| \| \| \| \| \| \| \| \| \| \| \| \| \| \| \| \| \| \| \| \| \| \| 1. Стефан II Котроманић \| \| \| \| \| \| \| \| \| \| \| \| \| \| \| \| \| \| \| \| \| \| \| \| \| \| \| \| \| \| \| \| \| \| \| \| 3. Јелисавета Немањић \| \| \| \| \| \| \| \| \| \| \| \| \| \| \| \| \| \| \| \| \| \| \| \| \| |                         |  |  |                        |  |  |  |
| |                         |  |  | 2. Стефан I Котроманић |  |  |  |
| |                         |  |  |                        |  |  |  |
| |                         |  |  |                        |  |  |  |
| |                         |  |  |                        |  |  |  |
| | 1. Стефан II Котроманић |  |  |                        |  |  |  |
| |                         |  |  |                        |  |  |  |
| |                         |  |  |                        |  |  |  |
| |                         |  |  |                        |  |  |  |
| | 3. Јелисавета Немањић   |  |  |                        |  |  |  |
| |                         |  |  |                        |  |  |  |
| |                         |  |  |                        |  |  |  |

### Примарни извори
- Orbini, Mauro (1601). Il Regno de gli Slavi hoggi corrottamente detti Schiavoni. Pesaro: Apresso Girolamo Concordia.
- Орбин, Мавро (1968). Краљевство Словена. Београд: Српска књижевна задруга.
- CD VIII (1910). Codex diplomaticus Regni Croatiae, Dalmatiae et Slavoniae, VIII. Загреб.
- Smičiklas, Tadija (1911). Codex diplomaticus Regni Croatiae, Dalmatiae et Slavoniae, IX.

### Научни радови
- Мргић, Јелена (2002). Доњи Краји: Крајина средњовековне Босне. Београд: Филозофски факултет.
- Мргић, Јелена (2008). Северна Босна: 13-16. век. Београд: Историјски институт.
- Станојевић, Станоје (1926). Историја српскога народа. Београд. ISBN 978-86-81459-06-5.
- Ћирковић, Сима (1964). Историја средњовековне босанске државе. Београд: Српска књижевна задруга.
- Ћоровић, Владимир (1940). Хисторија Босне. Београд: Српска краљевска академија.
- Ћоровић, Владимир (1940). Хисторија Босне. Београд: Српска краљевска академија.
- Жељко Фајфрић, „Котроманићи”, Шид 2000. интернет издење (www.rastko.rs)
- Веселиновић, Андрија; Љушић, Радош (2001). Српске династије. Нови Сад. ISBN 978-86-83639-01-4.
- Fine, John Van Antwerp (1994). The Late Medieval Balkans: A Critical Survey from the Late Twelfth Century to the Ottoman Conquest. University of Michigan Press. ISBN 978-0-472-08260-5.
- Клаић, Нада (1994). Средњовјековна Босна: политички положај босанских владара до Тврткове крунидбе (1377). Загреб.
- Анчић, Младен (2005). Касносредњовековни Столац, Повијесни прилози 29.
- Јечменица, Дејан (2010). Стонска повеља бана Стефана II Котроманића. Бања Лука.
- Логос, Александар А. (2017). Историја Срба I (PDF). Београд. ISBN 978-86-85117-37-4.